# Затель Лев Сидорович
Лев Сидорович За́тель (нар. 1843, Варшава — пом. 29 квітня 1908, Київ) — український віолончеліст, піаніст, музичний педагог.

## Біографія
Народився у 1843 році у місті Варшаві (нині Польща). 1867 року закінчив Варшавський музичний інститут, якийсь час концертував.
З початку 1870-х років — у Києві, де відкрив приватну студію гри на віолончелі та фортепіано, що існувала до 1908 року. У 1877—1881 роках вів клас віолончелі у Київському музичному училищі Російського музичного товариства.
Автор посібника російською мовою «Цифрова теоретична та практична елементарна школа для навчання фортепіанній грі» (Київ, 1887; друге видання — Одеса, 1908).
Помер у Києві 16 [29] квітня 1908 року. Похований у Москві.